# Parc national de Derman-Ostroh
Le parc national Derman-Ostroh  (en ukrainien : Де́рмансько-Остро́зький національний природний парк) est un  parc national de l'oblast de Rivne situé au nord de l'Ukraine.

## Histoire

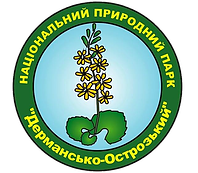
Son logo.

Le 11 décembre 2009, le décret présidentiel consacre la réserve naturelle du lac éponyme. 

## Géographie
C'est une vallée alternant des forêts, de chênes, et de zones inondables autour de la Zbytenka.

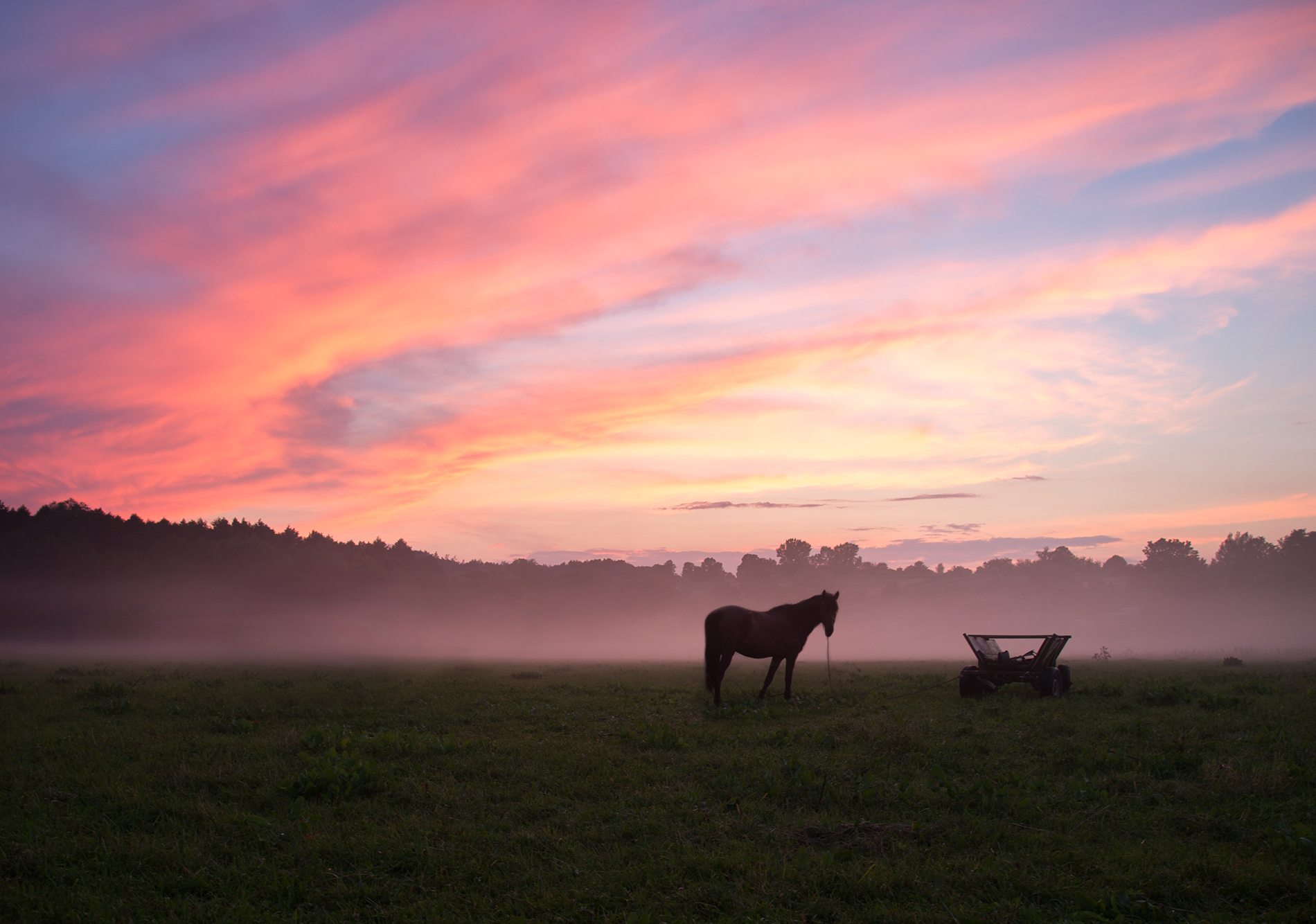
Réserve de Bouchtchansky, classée
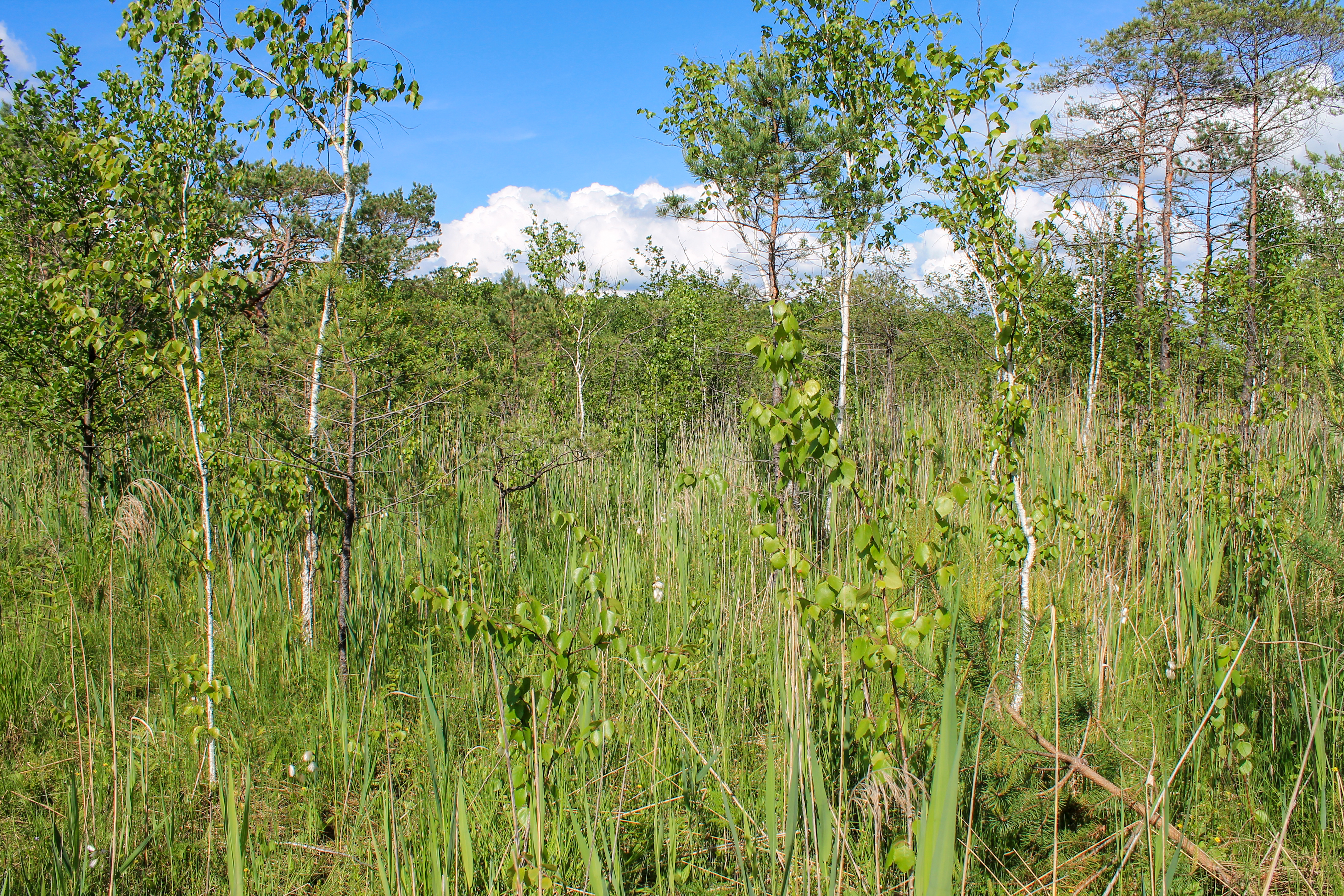
plaine inondable de la rivière Zbitenka, classée
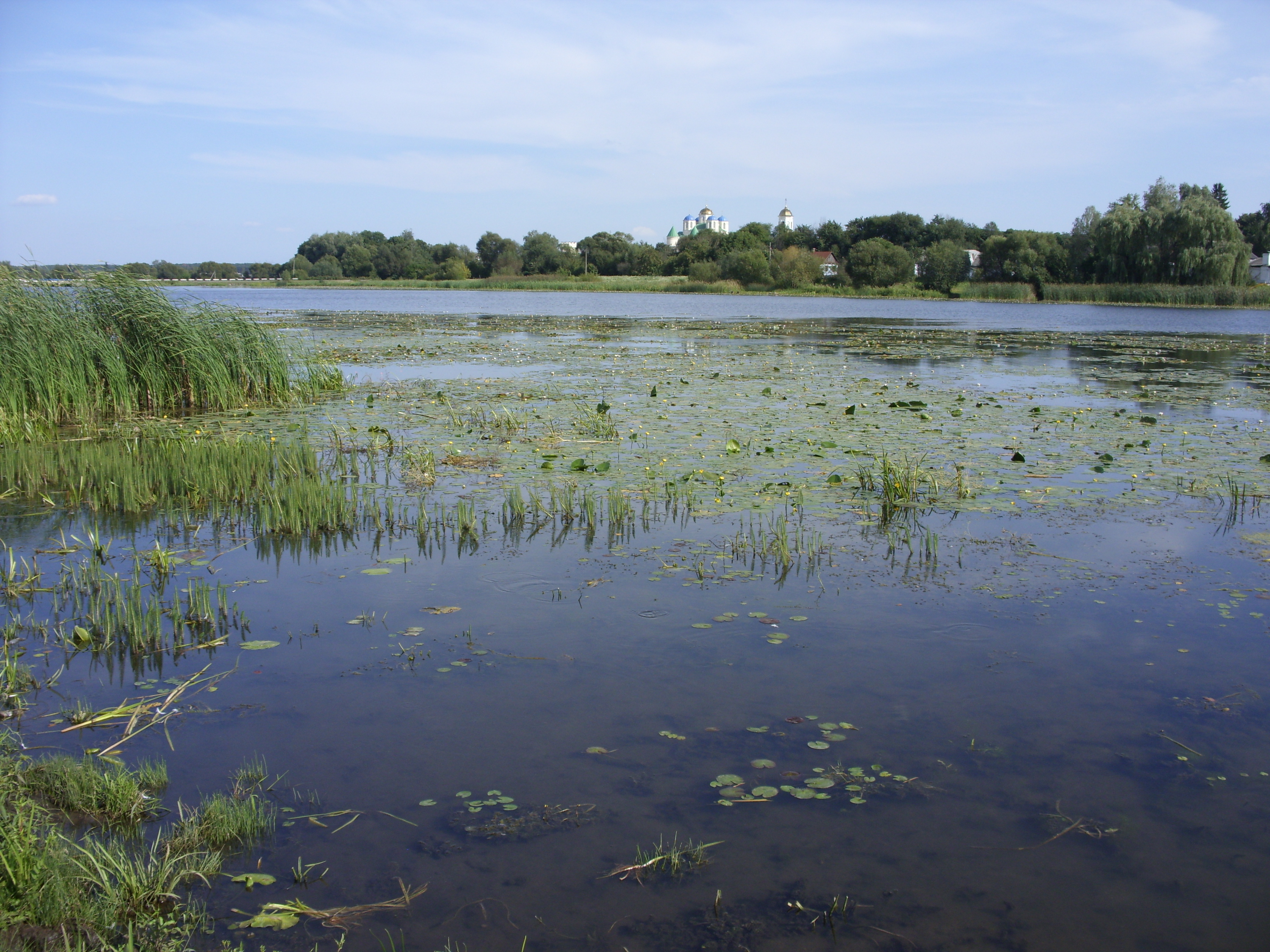
zone inondable.
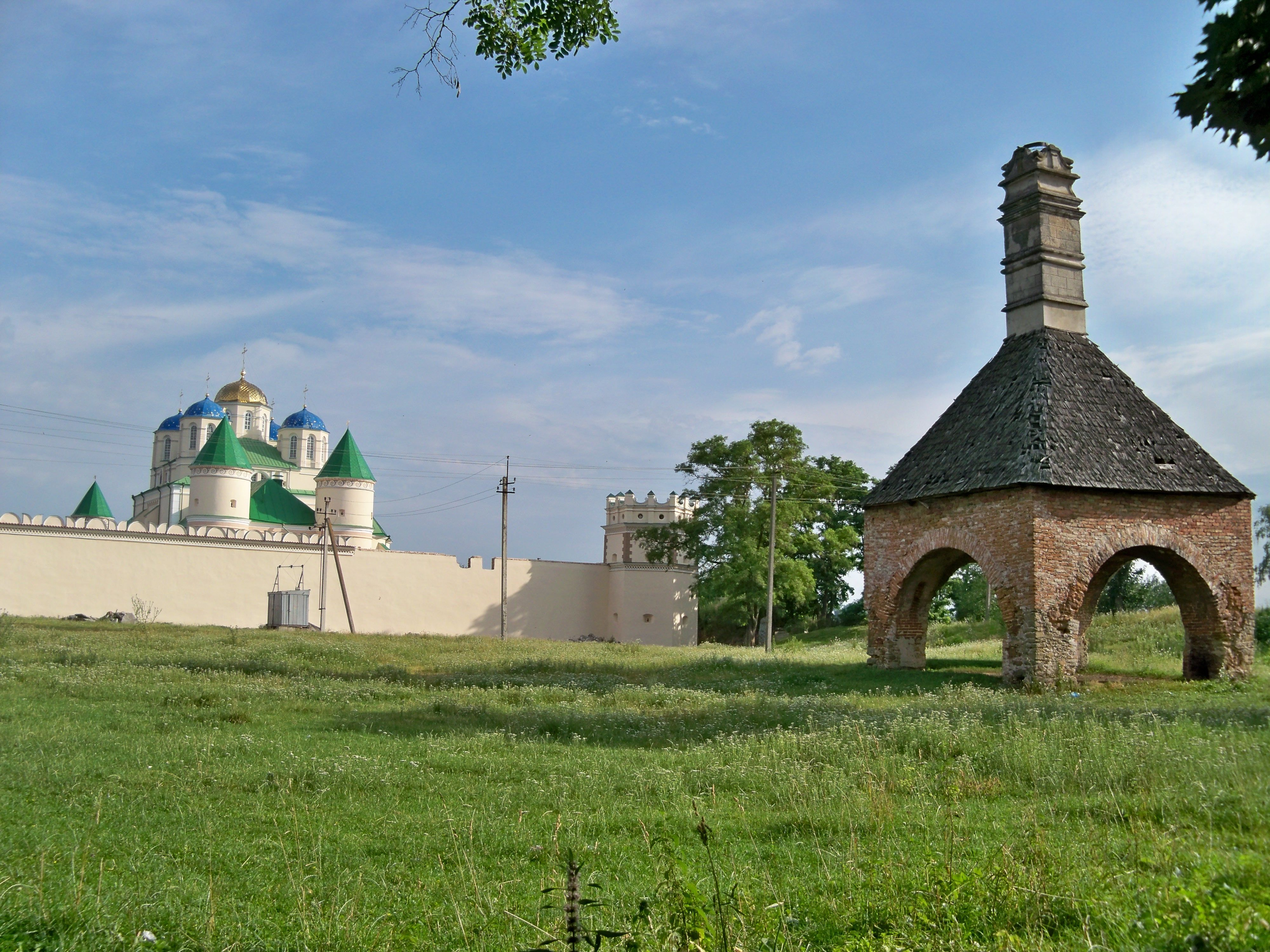
Constructions.